# 帝国座 (札幌市)
帝国座（ていこくざ）は、かつて北海道札幌市中央区狸小路1丁目（南3条西1丁目）にて、天野興業株式会社が経営・運営していた映画館である。

## 沿革
- 1892年：寄席「札幌亭」開業。
- 1914年：札幌亭跡地に劇場「ルナパーク」を開業。
- 1938年：帝国座に改称。
- 1949年：帝国座地下に「帝国地下劇場」を新設。2スクリーン化。
- 1970年：帝国地下劇場を「スカラ座」に改称。
- 1975年：火災により焼失。
- 1976年：帝国座ビルに新築され再開場。
- 1982年：ミニシアター「ポーラスター」を新設。3スクリーン化。
- 1997年：帝国座・スカラ座を「帝国座会館」に名称統一。
- 2003年：運営会社の天野興業が自己破産を申請。同年9月5日をもって事業停止し完全閉鎖。
- 2006年：帝国座跡地に「UURコート札幌南3条プレミアタワー」竣工。

## 概要
1892年（明治25年）、一丁一家の代貸元の高橋直吉により建設された寄席「札幌亭」がその前身。第一次世界大戦が始まった1914年（大正3年）、札幌亭跡地を薮惣七が売却し、劇場「ルナパーク」を開設する。大正末年の1920年代には「帝国館」と称していたが、昭和に入ってからは「盛賑館」と改称。函館市出身の俳優・益田喜頓が『赤い風車レビュー団』の一員として舞台に立ったこともある。
1938年（昭和13年）、現法人創業者の天野房次郎に事業譲渡され、館名を「帝国座」とする。第二次世界大戦終戦後は「第一東宝劇場」に改称していた時期もあった。
1949年（昭和24年）12月、地下1階に「帝国地下劇場」を新設。日本で初めてビルの地下に出来た劇場として、当時は全国各地から同業者が見学に来ていたほどの珍しさで話題となる。その後帝国地下劇場は1970年（昭和45年）に「スカラ座」と改称。洋画ロードショー館となる。ちなみにこの年には南4条西3丁目にあったライバル館「松竹座」が閉館している。
スカラ座にて『エマニエル夫人』が封切られ大ヒットした翌年の1975年（昭和50年）暮れ、火災により建物が焼失。翌1976年（昭和51年）、地上4階地下1階建ての帝国座ビルに改築。同ビルのアーケード側2階に帝国座、地下1階にスカラ座が入居し新たなスタートを切る。また1982年（昭和57年）には、南向きの道路側の地下1階にミニシアター「ポーラスター」を新設している。東映所属の映画プロデューサーで、『探偵はBARにいる』などの脚本も手掛ける須藤泰司（札幌市出身）は、小学生の頃に帝国座で『ルパン三世 カリオストロの城』（宮崎駿監督）と『Mr.Boo!ギャンブル大将』（マイケル・ホイ監督）を二本立で観たという。
1997年（平成9年）5月、帝国座・スカラ座を「帝国座会館」に統一。音響面も5.0chのドルビーサラウンドから5.1chのドルビーデジタルにパワーアップした（ただしポーラスターはドルビーサラウンドのままだった）。同時期には近隣の須貝ビル（後のディノス札幌中央）内の映画館7スクリーンが「スガイシネプレックス札幌劇場」に名称統一。さらに1998年（平成10年）にはミニシアター「シアターキノ」が狸小路6丁目に移転し、狸小路商店街の映画館は5サイト・9スクリーンとなっていた。
2000年代以降も『ザ・ビーチ』『千と千尋の神隠し』などのヒット作を上映したが、2003年（平成15年）、かつて天野興業が運営していた映画館「テアトルポー」→「シネマさっぽろ」（1998年5月10日閉館）があった札幌駅前にシネマコンプレックス「札幌シネマフロンティア」が開業したことに伴い、長年の付き合いであった東宝との配給契約を打ち切ったことで一気に陰りが出てしまい、同系列館だった「東宝日本劇場」が閉館に追い込まれた5日後の同年9月5日、運営会社の天野興業は負債総額10億円を抱えて自己破産を申請。これにより札幌亭時代から111年に及ぶ歴史にピリオドを打った。
閉館から1年後に建物は解体され、2006年（平成18年）9月、地上17階建ての高層マンション「UURコート札幌南3条プレミアタワー」（当初の名称はグレンパーク札幌プレミアタワー）が新築完成。同ビル内に映画館はないが、アーケード側1・2階にファッションショップ「WEGO札幌店」が入居している。

## 施設データ
改築当時は1階にイベントホール、地下1階のスカラ座隣に喫茶店「観珈場」があった。その後1階のイベントホールはビリヤード場を経てナムコ直営のゲームセンター「プラボ」と変遷した。下記の表は、同ビル内にあった映画館である。
| 館名                     | 所在階             | 座席数 （閉館時） | 特徴 |
| ------------------------ | ------------------ | ----------------- | --- |
| 帝国座会館1 （帝国座）   | 2階                | 507               | 東宝の洋画をメインに上映。 70ミリ上映やドルビーデジタルサラウンドEXにも対応した大型映画館。 日比谷映画→日劇プラザ→日比谷スカラ座系の作品が多かった。 |
| 帝国座会館2 （スカラ座） | 地下1階            | 208               | ドルビーデジタル対応。やや特徴のある東宝系の洋画・邦画を上映。 みゆき座やニュー東宝シネマの作品が多かった。 |
| ポーラスター             | ビル南向き 地下1階 | 75                | 当初は名画座としてスタートしたが、80年代末からミニシアター系作品の上映が多くなり、 『ニュー・シネマ・パラダイス』などのヒット作を輩出。 1990年から2003年まで毎年4月下旬～5月下旬の間、道新スポーツ主催による 「メモリアル・シネマ・フェスタ」と題した名作映画上映会が行われていた。 |